# Cédric Yamberé
Cédric Yamberé (Bordeaux, 6 november 1990) is een Frans voetballer van Centraal-Afrikaanse afkomst die doorgaans als centrale verdediger speelt. Hij keerde in 2024 terug bij zijn oude club Girondins Bordeaux, dat door financiële problemen is teruggezet naar het vierde niveau. Yamberé debuteerde in 2017 in het Centraal-Afrikaans voetbalelftal.

## Clubcarrière
In januari 2013 nam Girondins Bordeaux Yamberé over van US Lormont. Op 25 oktober 2014 maakte hij zijn opwachting in de Ligue 1. Hij mocht in de basiself starten in de uitwedstrijd tegen Paris Saint-Germain. Bordeaux verloor met 3–0 in het Parc des Princes. Eén week later mocht Yamberé opnieuw in de basiself beginnen in de thuiswedstrijd tegen Toulouse, die gewonnen werd met 2–1.